# Burg Reifershardt

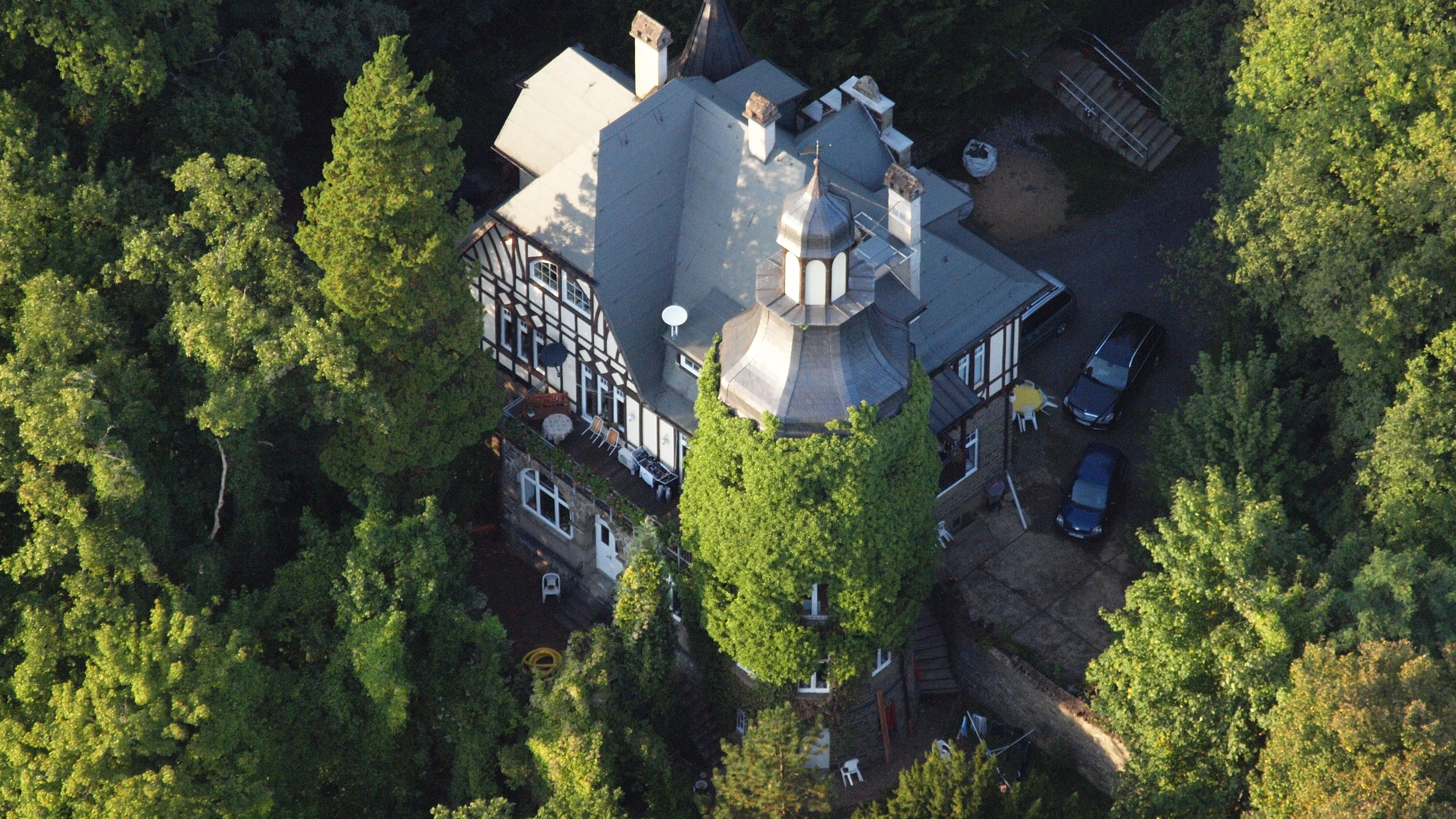
Burg Reifershardt, Schrägluftbild (2013)

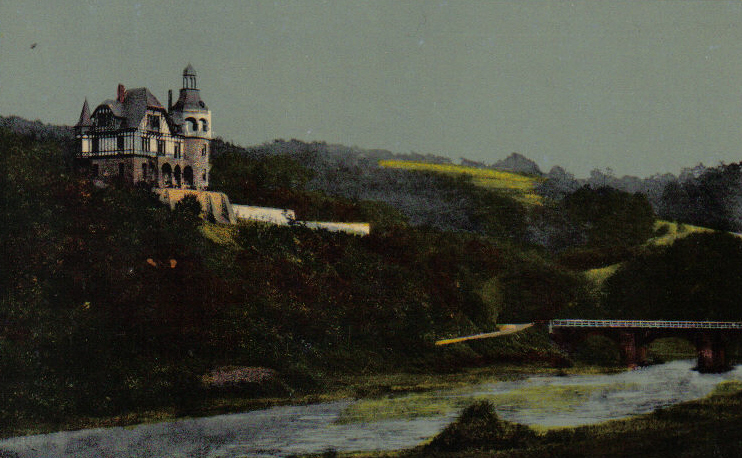
Burg Reifershardt, Ansichtskarte (um 1900)

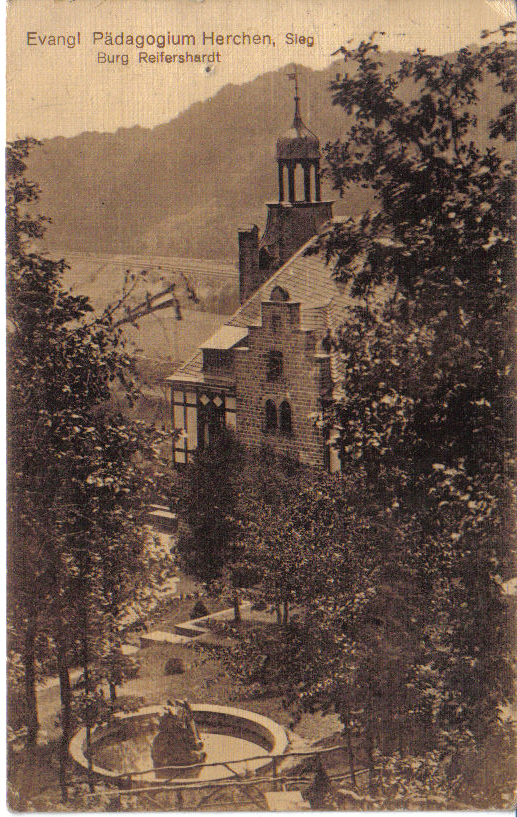
Burg Reifershardt, Ansichtskarte (um 1900)

Die Burg Reifershardt ist eine bürgerliche Villa in Werfen, einem Ortsteil der Gemeinde Windeck. Sie wurde um 1900 für Hauptmann a. D. Effing über dem Siegtal erbaut und steht seit dem 11. November 1986 unter Denkmalschutz.

## Geschichte
Effing wurde wegen eines Händels aus der Armee entlassen und ging daraufhin nach Amerika, wo er sich beim Eisenbahnbau betätigte. Nach seiner Rückkehr nach Deutschland erbaute er auf der Reifershardt die Villa. Diese musste er nach dem von ihm mitverschuldeten Zusammenbruch der Gemeindebank verkaufen.
Otto Kühne, der Leiter des benachbarten Pädagogiums (Bodelschwingh-Gymnasium Herchen), kaufte die Villa und benutzte sie als Wohnhaus.
Nach der Schließung der Schule diente die Villa spanischen Flüchtlingen, der DAF, belgischen Besatzungstruppen und ostdeutschen Flüchtlingen als Unterkunft. Von letzteren siedelten sich auch einige im Ort an.
Nachdem die Villa renovierungsbedürftig wurde, wechselte sie öfter den Besitzer und befindet sich heute in Privatbesitz. Sie wird als Wohnhaus genutzt.